# Sankt Georg den segerrikes kyrka, Poklonnajakullen
Sankt  Georg den segerrikes kyrka, eller Sankt Georgs kyrka, är en rysk-ortodox minneskyrkobyggnad belägen i Segerparken på Poklonnajakullen i Rysslands huvudstad, Moskva.
Kyrkan är byggd till minne av segern i det stora fosterländska kriget (1941-1945)  och är helgad åt den romerske soldaten, martyren och helgonet Sankt Göran. Den tillhör Moskvas stift.

## Historik
Sankt Georg den segerrikes  kyrka på Poklonnajakullen ritades av arkitekten Anatolij Trofimovitj Polyanskij.
Grundstenen till kyrkan lades den 9 december 1993. Den blev välsignad av Rysk-ortodoxa kyrkans dåvarande patriark, Aleksij II.
Kyrkan började att byggas året efter och invigdes den 6 maj 1995 av Aleksij II. Öppnandet av kyrkan var bestämt i förtid för att det skulle sammanfalla med 50-årsdagen av segern i kriget.
Idag (2020) är kyrkan ett kulturarv och  ett arkitektoniskt monument, som är under skydd av ryska staten.

## Kyrkan

### Exteriör
- Kyrkan är byggd i rysk stil med tillägg av modernism.[1]
- Relieferna  på kyrkans väggar tillverkades av Zurab Tsereteli, Evgeny Klyucharev och Z. Andzhaparidze.[1][2][3]
- Målningsprocessen av väggarna  leddes av B. Alekseev.[2]

### Interiör
- Ikonostasen tillverkades av Alexander Chashkin, en berömd ikonmålare.[1][2][3]
- Huvudaltaret är helgat åt Sankt Göran.[2]
- Inne i kyrkan finns även  en partikel av Sankt Görans reliker. Den skänktes till kyrkan 1998 av Diodoros av Jerusalem, som då var patriarken för Jerusalems grekisk-ortodoxa kyrka.[2]

## Kyrkans prästerskap
- Serafim Vladimirovich Nedosekin (ärkepräst)[4]
- Vadim Nikulin (präst)
- Dionisy Lukin (präst)
- Pavel Patokin (präst)
- Valentin Sjesjlov (präst)
- George Kljutjnikov (diakon)
- Timothy Rzyanin (diakon)
- Kirill Nedosekin (läsare)

## Bilder

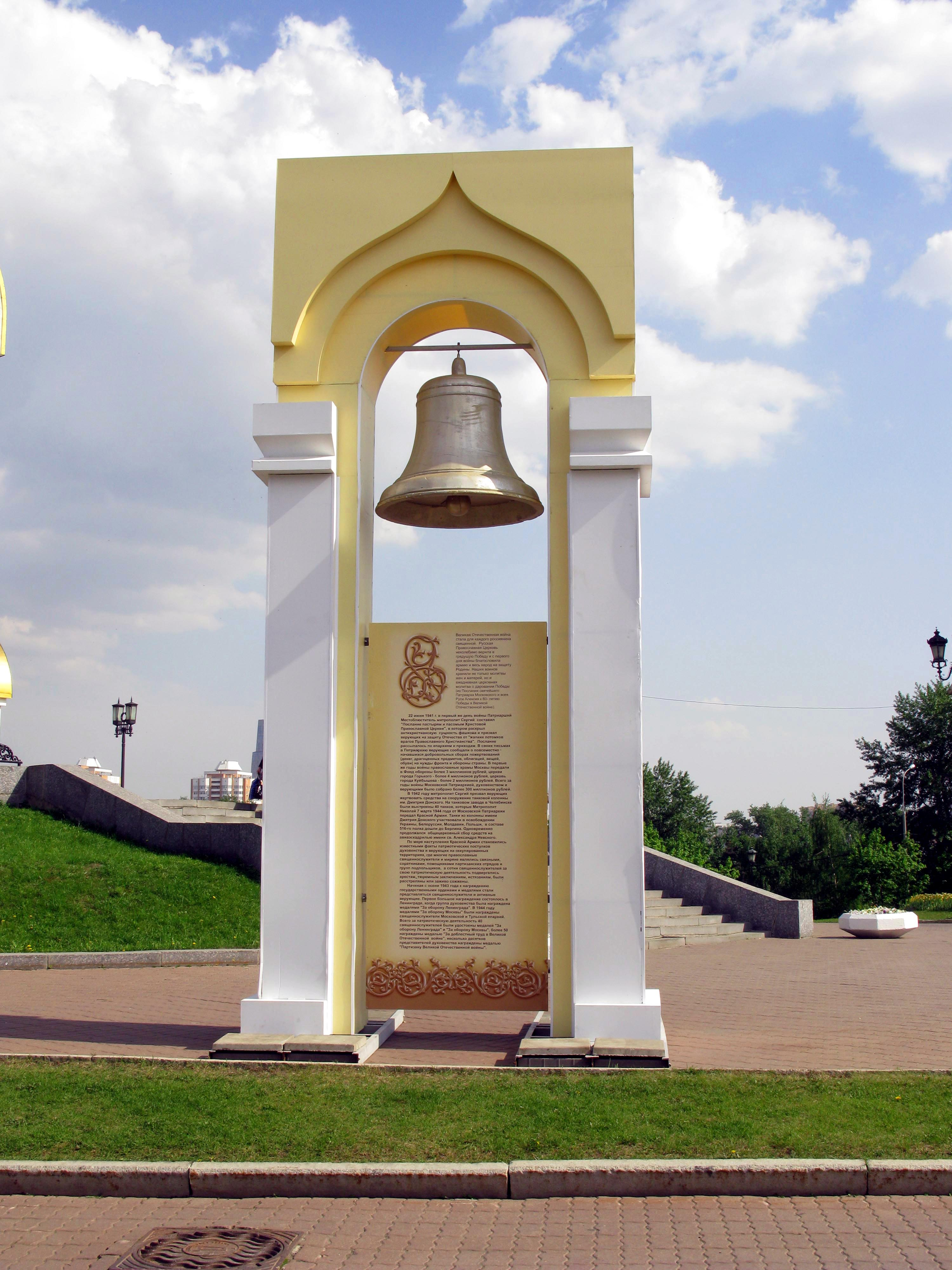
Klockstapel.
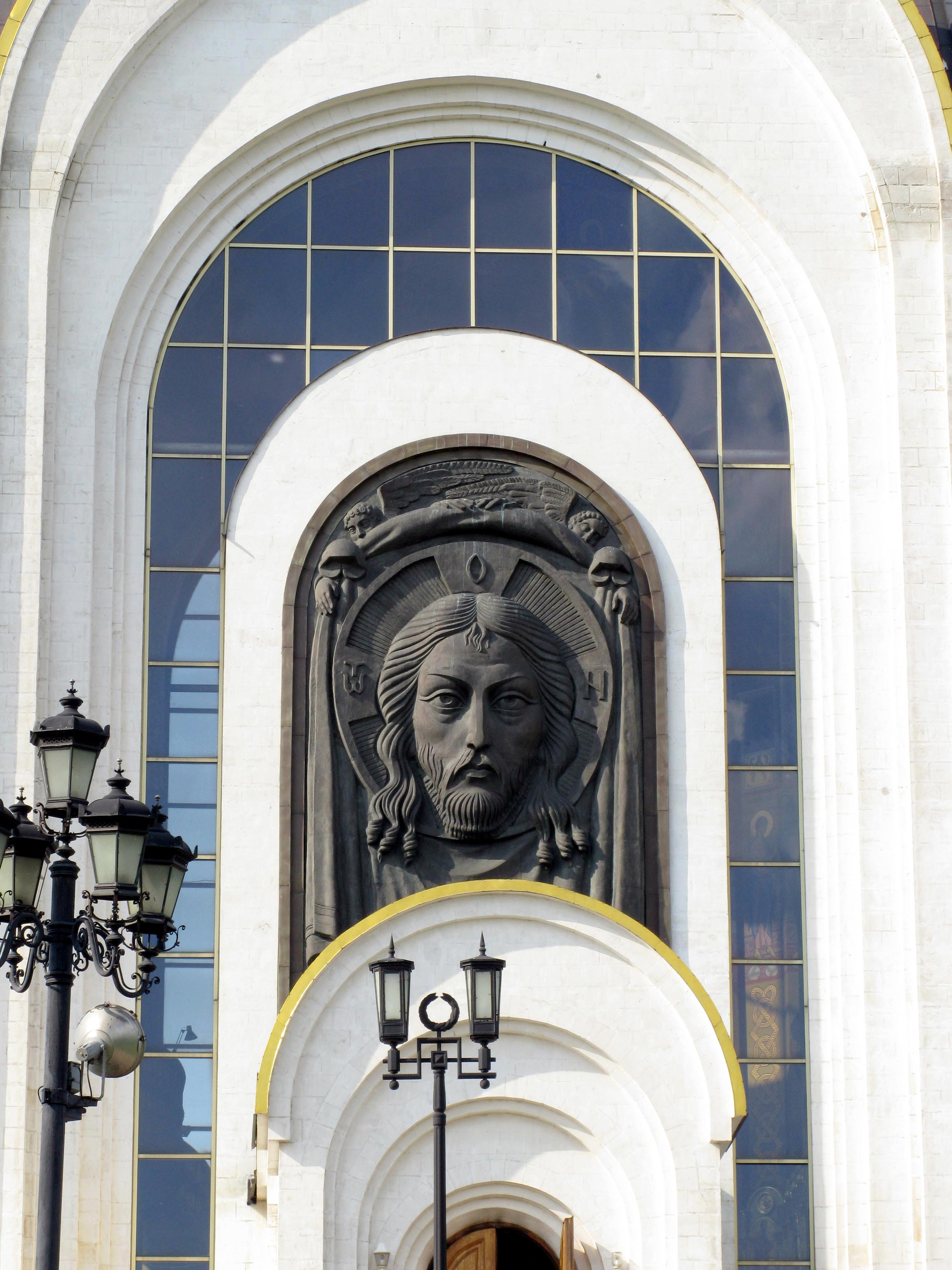
Mandylion ovanför ingången.
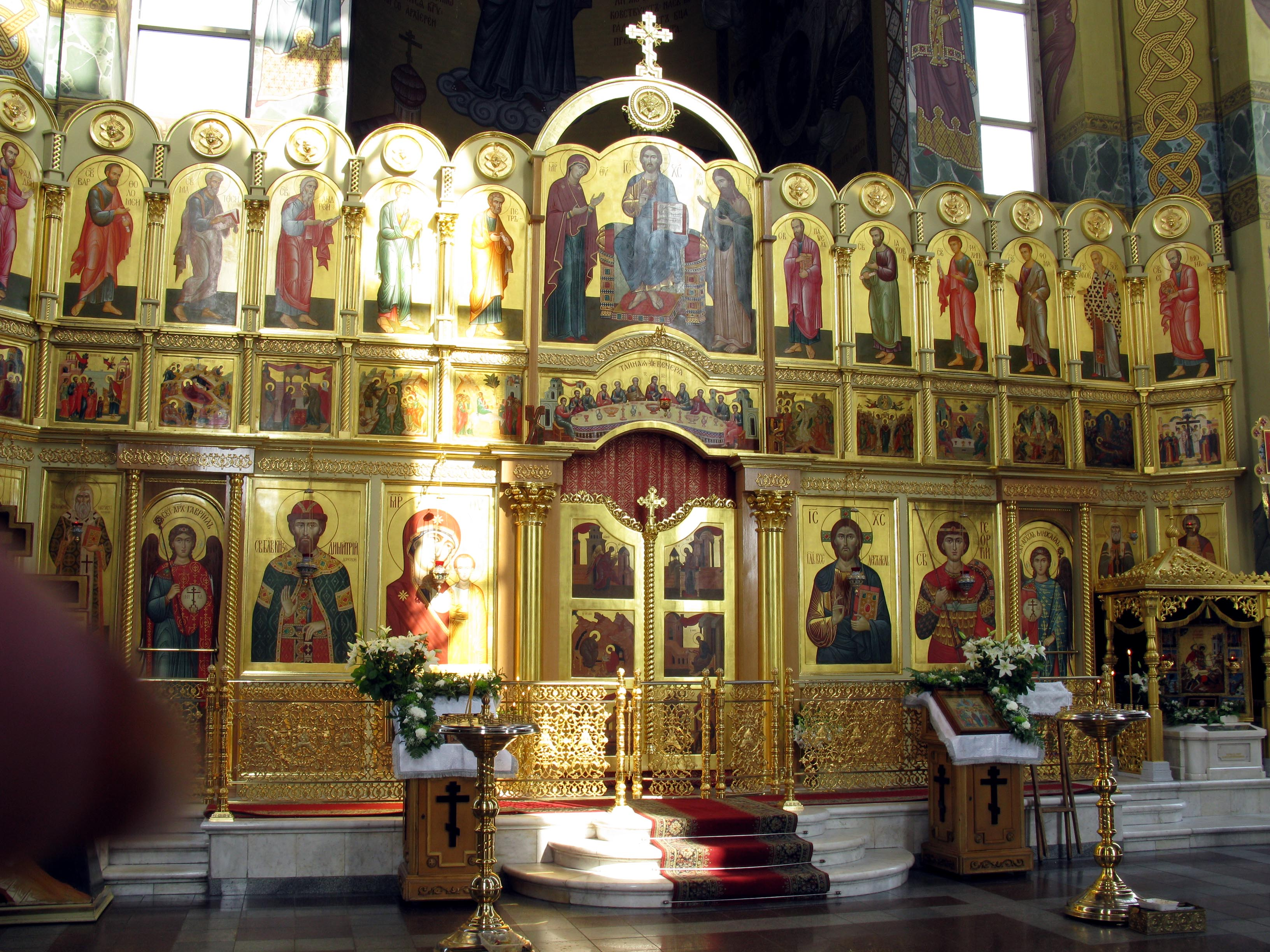
Ikonostasen.